# Rio Chiuzbaia
O Rio Chiuzbaia é um rio da Romênia, afluente do Săsar, localizado no distrito de Maramureş.